# 式守伊之助 (4代)
4代 式守 伊之助（よんだい しきもり いのすけ、生没年不詳）は、大相撲の立行司。本名、出身地ともに不明。

## 人物
2代伊之助の息子。文化6年（1809年）2月、3代式守見蔵が初見。文政3年（1820年）3月に2代式守与太夫を名乗った。3代伊之助の隠居後空席となっていた式守伊之助を天保5年（1834年）10月に襲名した。天保8年（1837年）正月を最後に名前が消えた。その後の経歴は不明。